# Agrius tukurine
Agrius tukurine är en fjärilsart som beskrevs av Lichy 1943. Agrius tukurine ingår i släktet Agrius och familjen svärmare. Inga underarter finns listade i Catalogue of Life.